# Berceo
Berceo tỉnh và cộng đồng tự trị La Rioja, phía bắc Tây Ban Nha. Đô thị này có diện tích là 15,27 ki-lô-mét vuông, dân số năm 2009 là 184 người với mật độ 12,05 người/km². Đô thị này có cự ly 42 km so với Logroño.